# Sericania besucheti
Sericania besucheti är en skalbaggsart som beskrevs av Ahrens 2004. Sericania besucheti ingår i släktet Sericania och familjen Melolonthidae. Inga underarter finns listade i Catalogue of Life.